# Rosa Gloria Chagoyán
Rosa Gloria Chagoyán (Ciudad de México, 11 de octubre de 1953) es una actriz y cantante mexicana de ascendencia armenia. Es quizás más conocida por su papeles en películas como El circo de Capulina (1978), Lola la trailera (1983) y La guerrera vengadora (1988).

## Biografía
Desde pequeña demuestra sus cualidades histriónicas ganando concursos de poesía y baile, lo cual le permitió incursionar al teatro. Su debut fue en la obra Siesocinde, en la cual compartió escenario con Patricia Reyes Spíndola después de esta obra, su belleza y su talento le permiten construir una gran carrera teatral destacando[cita requerida] La faja de oro, La cosa se puso dura, El criado pelado y Don Juan Tenorio, entre muchas otras.
Estudió la carrera de danza clásica en el Conservatorio Nacional de Danza y Arte Dramático en la Academia Andrés Soler, ganó el concurso de belleza Señorita Estado de México y Miss Caribe Internacional en Venezuela, lo que la llevó a ser imagen del Canal 8 de televisión. Su primer estelar en cine fue en la película Los desarraigados en 1976, dirigida por Rubén Galindo Aguilar, y ahí comenzó su larga carrera cinematográfica teniendo participación en más de 50 largometrajes, hasta consolidarse como la actriz más taquillera del cine mexicano y una de las consentidas del público con la trilogía de Lola la trailera, La guerrera vengadora, La rielera, Maten al Fugitivo y Juana la Cubana.
En su carrera musical, ha grabado más de 10 discos, dentro de los cuales se incluyen sus éxitos #1's Lola la trailera, Juana la Cubana, El sube y baja, Shi Boom, No Problem, El mismo Corazón, Ya me Acostumbré, Cruz de olvido, Mi Perro Rito,  etcétera.
En su trayectoria artística fue reina del Third Changchun China Film Festival en 1992, fue proclamado el Día de Rosa Gloria Chagoyán por el alcalde Tom Bradley en California. En 2012 el senador Rubén Kihuen y la Legislatura del estado de Nevada proclaman el 26 de mayo como el día de Rosa Gloria Chagoyán y su Lola la trailera (Película más taquillera del cine mexicano ). Ha recibido reconocimiento de la Asociación de Exhibidores de Cine en Español en EE. UU., de Películas Mexicanas S.A. de. C.V. y de Películas Nacionales S de R.L. de I.P. y C.V. como la actriz más taquillera del cine mexicano, también recibió el taquillómetro de oro y múltiples reconocimientos más.
Contrajo matrimonio en 1985 con el productor Raúl Rolando Fernández con quien procreó a su hijo Emilio Daniel.
"Lola la trailera" es una película mexicana de 1983, protagonizada por Chagoyán, de gran popularidad en México y Estados Unidos durante la década de los 80; siendo considerada la más taquillera de la historia del cine mexicano, con más de 168,119,853 asistentes durante su proyección (Cifra obtenida de dividir los Ingresos Brutos 672,479,413 pesos entre el precio del boleto que era en ese momento de 4 pesos). 
De acuerdo al periodista Gustavo Adolfo Infante, en la premier de la primera película de la saga, fue tal el tumulto de gente que quería entrar a ver la película que las fuerzas policíacas tuvieron que intervenir al punto de lanzar gases lacrimógenos al público; mientras que Rosa Gloria llegaba manejando un tráiler sobre Avenida Juárez para llegar al desaparecido Cine Variedades, frente a la Alameda Central en la Ciudad de México. Al final, ella tuvo que ser salir escoltada por la seguridad debido a lo sucedido.
El crítico de cine Jim McLennan calificó a "Lola la Trailera" como “quizá lo más cercano a una heroína de acción que México podía ofrecer”.
Esta saga cinematográfica ha sido objeto de estudio para entender la popularidad que el personaje de "Lola" tiene hoy en día, como se hizo de un lugar en un momento en el que las películas taquilleras eran protagonizadas por hombres, siendo el personaje principal de una película de acción. También para conocer el rol de la mujer como un personaje con poder y que lucha por la justicia y de cómo se ha hecho de un lugar en un medio con protagonistas masculinos; como al mismo tiempo trata de una mujer empoderada pero al mismo tiempo se convirtió en una fantasía para el público masculino, quienes son los que la admiran más en este tiempo. "Lola" puede combatir desde un cártel de la droga hasta el mismísimo chupacabras, puede ser una mujer ruda y sensual a la vez; una mujer que puede tomar el rol de poder en un mundo donde a la mujer no se le tiene permitido estar.

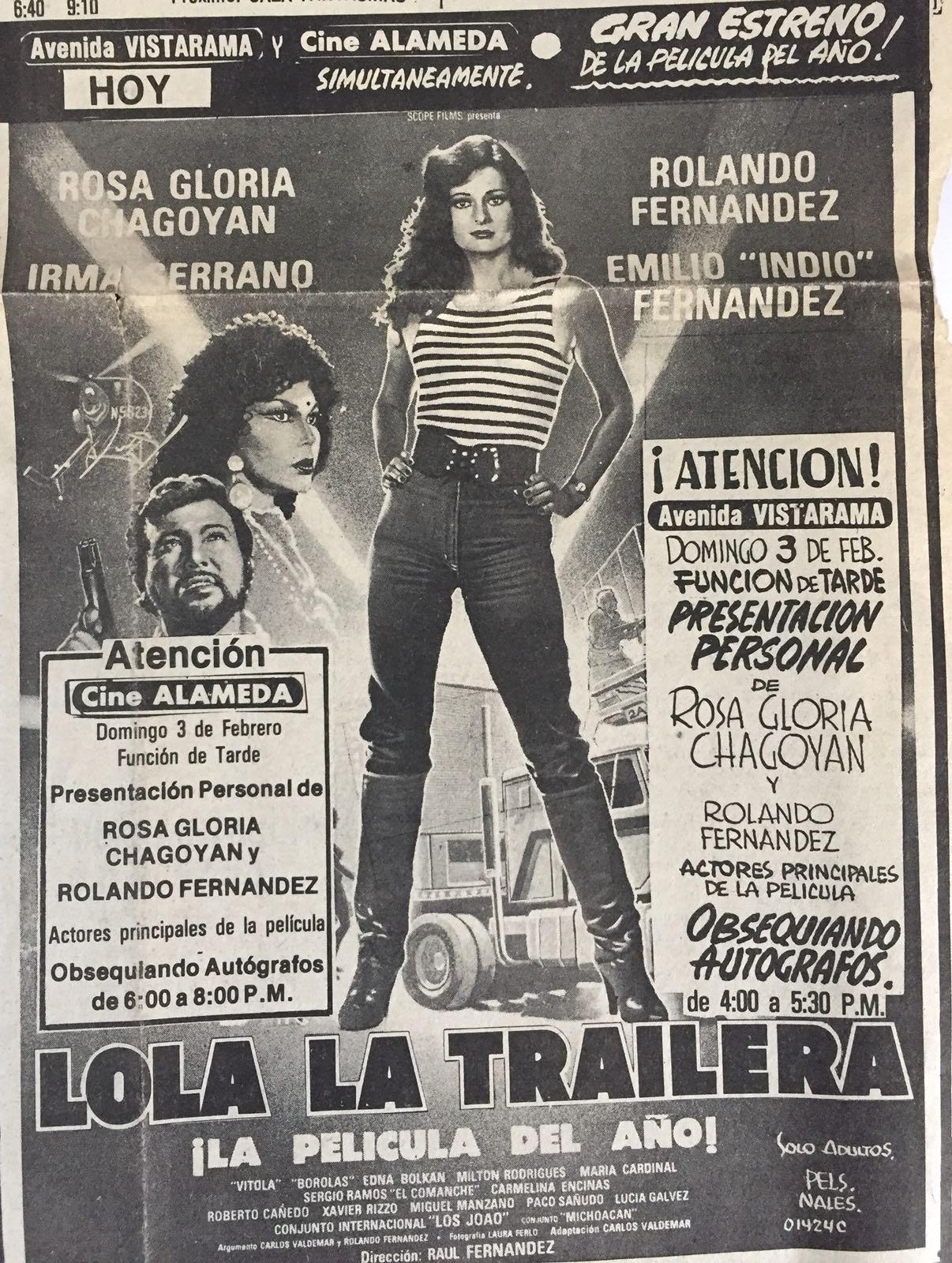
Cartel del estreno de la película Lola la Trailera 1983

## Filmografía

### Películas
- No se aceptan devoluciones (2013)
- Juana la cubana (1994)

- La vengadora 2 (1991)
- Lola la trailera 3 (1990)
- La guerrera vengadora  (1988)

- La rielera (1988)
- Pistoleros asesinos (1986)

- Río de oro (1986)
- Maten al fugitivo (1986)
- El secuestro de Lola (1985)
- Cruz de olvido (1984)

- Los humillados (1984)
- Lola la trailera (1983)
- Las ovejas descarriadas (1983)
- Mi abuelo, mi perro y yo (1983)

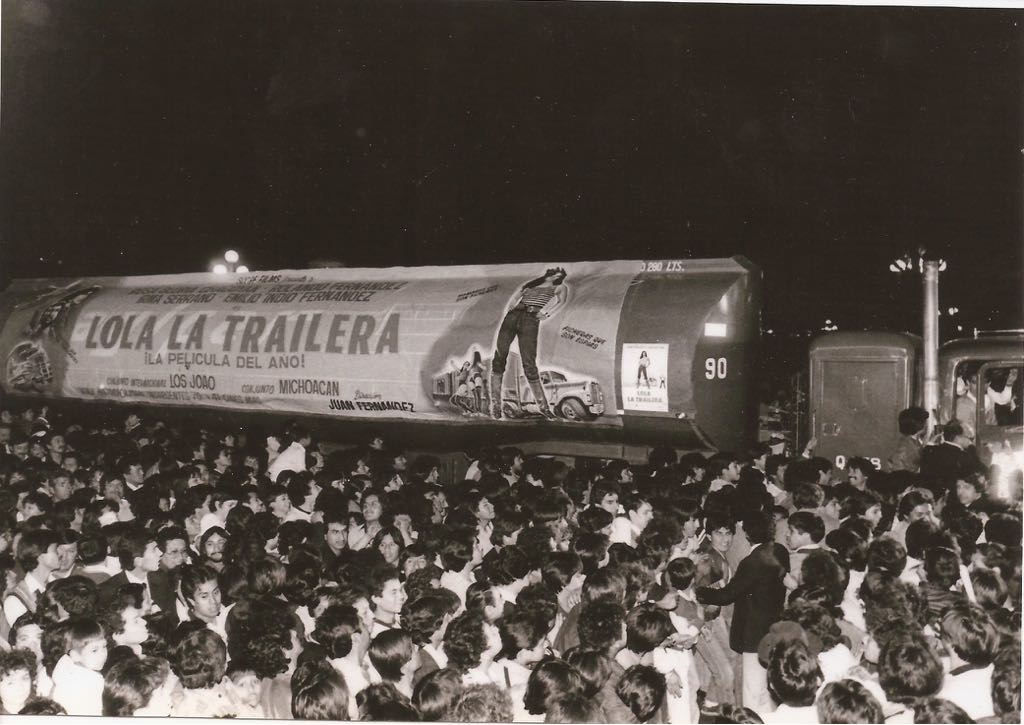
Estreno de la película Lola la Trailera 1983

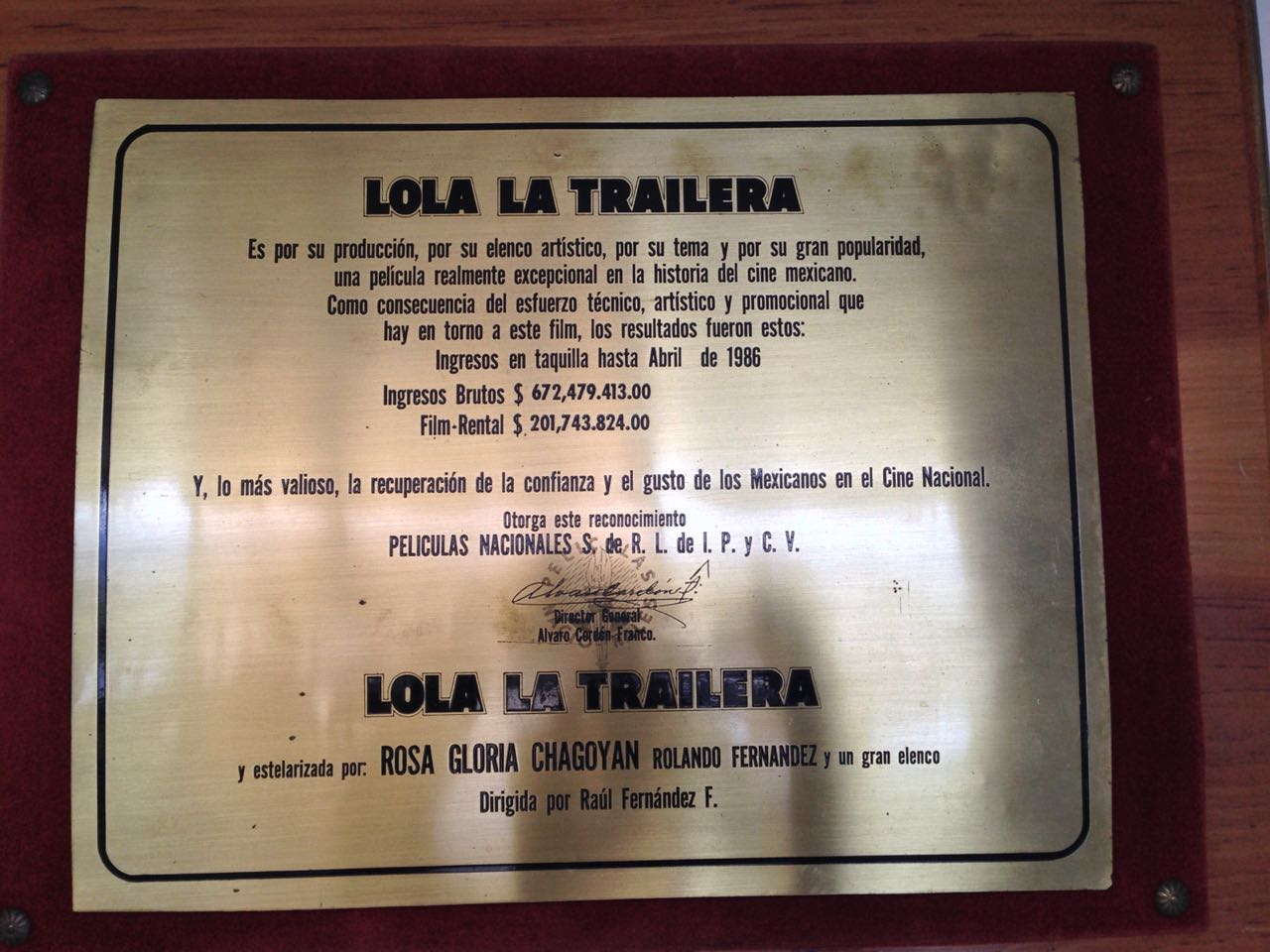
(Cifra obtenida de dividir los Ingresos Brutos 672,479,413 pesos entre el precio del boleto que era en ese momento de 4 pesos.)

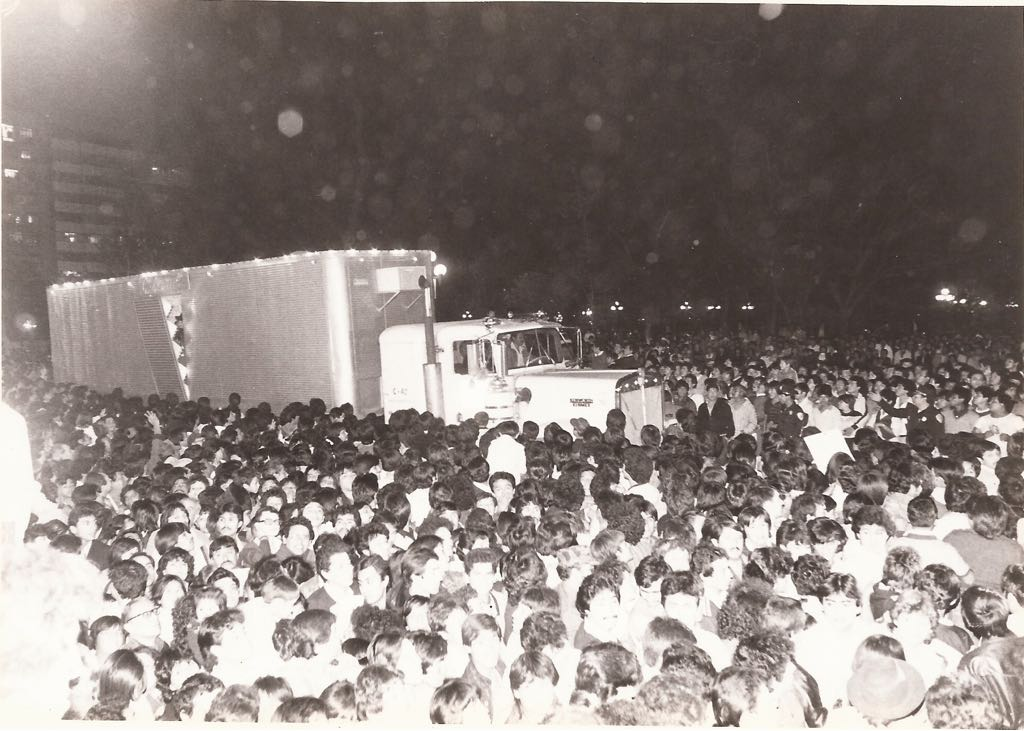
Asistentes al estreno de la película Lola la Trailera 1983

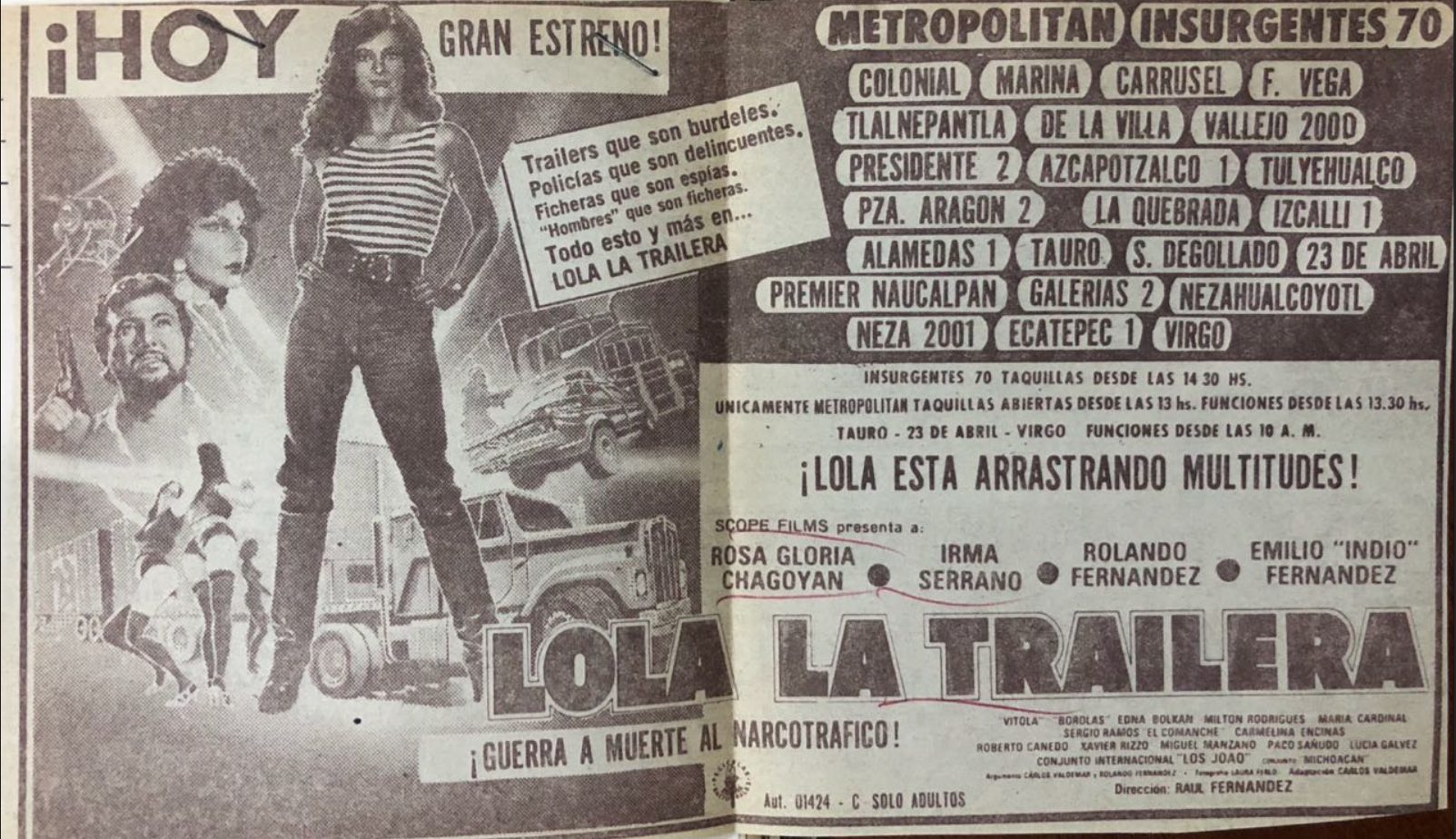
Cartel del estreno de la película Lola la Trailera 1983

- El extraño hijo del Sheriff (1982)
- Los cuates de la Rosenda (1982)
- El diablo en persona (1982)
- Las muñecas del King Kong (1981)
- Herencia de muerte (1981)
- El caín del bajío (1981)
- El látigo contra las momias asesinas (1980)
- Ay Chihuahua no te rajes! (1980)
- El jinete de la muerte (1980)
- Pesadilla mortal (1979)
- El cortado (1979)
- Alguien tiene que morir (1979)
- Un cura de locura (1979)
- El giro, el pinto y el colorado (1979)
- El taxista millonario (1979)
- El circo de Capulina (1978)
- Mariachi - Fiesta de Sangre (1977)
- Los desarraigados (1976)
- Presagio (1975)
- El caballo torero (1973)

### Telenovelas
- Mi camino es amarte (2023).... Lola la Trailera (crossover)
- Sortilegio (2009)
- Central de abasto (2009).... Lola la Trailera
- Playa tropical (2002)
- Quiéreme siempre (1981).... Ivette
- Dos a quererse (1977)
- Mundo de juguete (1977).... Hilda
- Mundos opuestos (1976).... Elba

Reality
- Siempre reinas 2 (2024) - Protagonista
- MasterChef Celebrity (2025) - Participante[7]